# All-Ireland Senior Hurling Championship 1938
L'All-Ireland Senior Football Championship 1938 fu l'edizione numero 52 del principale torneo di hurling irlandese. Dublino batté in finale Waterford, ottenendo il sesto titolo della sua storia.

## Formato
Si tennero solo i campionati provinciali di Leinster e Munster, i cui vincitori avrebbero avuto accesso diretto all'All-Ireland, dove avrebbe avuto accesso anche Galway, ammessa di diritto.

## Torneo
All-Ireland Senior Hurling Championship
| Ennis 7 agosto 1938 Semifinale | Waterford | 4-8 – 3-1 | Galway | Cusack Park |

| Dublino 4 settembre 1938 Finale | Dublin             | 2-5 – 1-6 | Waterford | Croke Park (37 129 spett.)\| Arbitro: \| I. Harney (Galway) \| |
| Arbitro:                        | I. Harney (Galway) |           |           |                                                                |